# スポンギフォルマ・タイランディカ
スポンギフォルマ・タイランディカ（Spongiforma thailandica）は、イグチ科に属する菌類の一種。2009年に最初に記載された、子実体に柄のない海綿状の種であり、タイ中部にあるカオヤイ国立公園において発見された。ゴム状の子実体で、ニオイキシメジ (Tricholoma sulphureum) に似た強烈なコールタール臭を持ち、胞子産生組織に区切られた内部に数多くの空洞を持つ。

## 分類と系統
本種は、2002年7月にタイ中部のカオヤイ国立公園で収集された標本に基づいて2009年最初に記載され、約3年後再び同じ場所で発見された。これ以前にも、本種は2001年のタイ語の出版物でヒメノガステル属 Hymenogaster の未記載種として報告されていた。リボソームDNA配列の分子系統解析により、本種の含まれるスポンギフォルマ属はクロイグチ属 Porphyrellus と姉妹群をなすことが分かっている。その次に近縁な属はオニイグチ属 Strobilomyces である。この3属はともにイグチ目中の1亜目、イグチ亜目 Boletineae に含まれるイグチ科を構成する。
属名 Spongiforma は子実体のスポンジのような性質を指し、種形容語 thailandica は発見された国であるタイを示している。

## 特徴
本種の子実体は比較的大きく、直径10 cm（センチメートル）、高さ4-7 cmで、淡褐色がかった灰色から褐色または赤褐色である。スポンジ様かつゴム状で、水を含ませ絞ると元の形に戻る。 表面には直径2-20 mm（ミリメートル）の不規則で比較的大きな小室（locule）と呼ばれる空洞があり、胞子を生成する生殖組織が並んでいる。子実体は柄を持たず、代わりにコルメラを持つ。コルメラは子実体基部にある小さな柱状の、子実体の中に伸びる内部構造である。コルメラの大きさは、高さ10-15 mm、頂端側では直径8-10 mm、基部側では3-4 mmで、大量の微細な白い菌糸体が付着している。子実体には、Tricholoma sulphureum のようにコールタールや焦げたゴムに似た強い臭いがある。3-10％の水酸化カリウムを滴下すると、組織が紫色に変わる。
全体的に、胞子は褐色から赤褐色に見える。顕微鏡で見ると、アーモンド状 (amygdaliform) をしており、通常10-11.5 µm × 5.5-7 µm（マイクロメートル）の大きさである。担子器は円筒形からほぼ棍棒状で、大きさは25-32 µm × 6.5-9.5 µm である。担子器には、長さ最大9.5 µmのまっすぐな小柄が付いている。シスチジアの細胞壁は薄く、円筒形からほぼ棍棒状で、25-48 µm × 5-10 µm 程度である。シスチジアは非アミロイド性でメルツァー試薬で呈色せず、ヨウ素液を吸収しない。シスチジアは小室の端に豊富にあり、担子器の間にも散在する。子実層托は分枝した菌糸で織り合わされてできており、ほぼ平行に配列している。これらの薄壁の円筒形菌糸は、膨らんだ隔壁を持ち、無色 (hyaline) のゼラチン質であり、非アミロイド性である。子実下層は、非アミロイド性で薄い細胞壁からなり、無色の非ゼラチン状の膨らんだ菌糸でできており、9-20 × 9-14 µm 程度である。
子実体はオーストラリアでユーカリと共生する Gymnopaxillus nudus と似ている。ただし、Gymnopaxillus の子実体は地中生で、強い臭いもなく、水酸化カリウムで紫色に染まらない。また、より胞子が長く、通常11-16 µmである。

## 生息地と分布

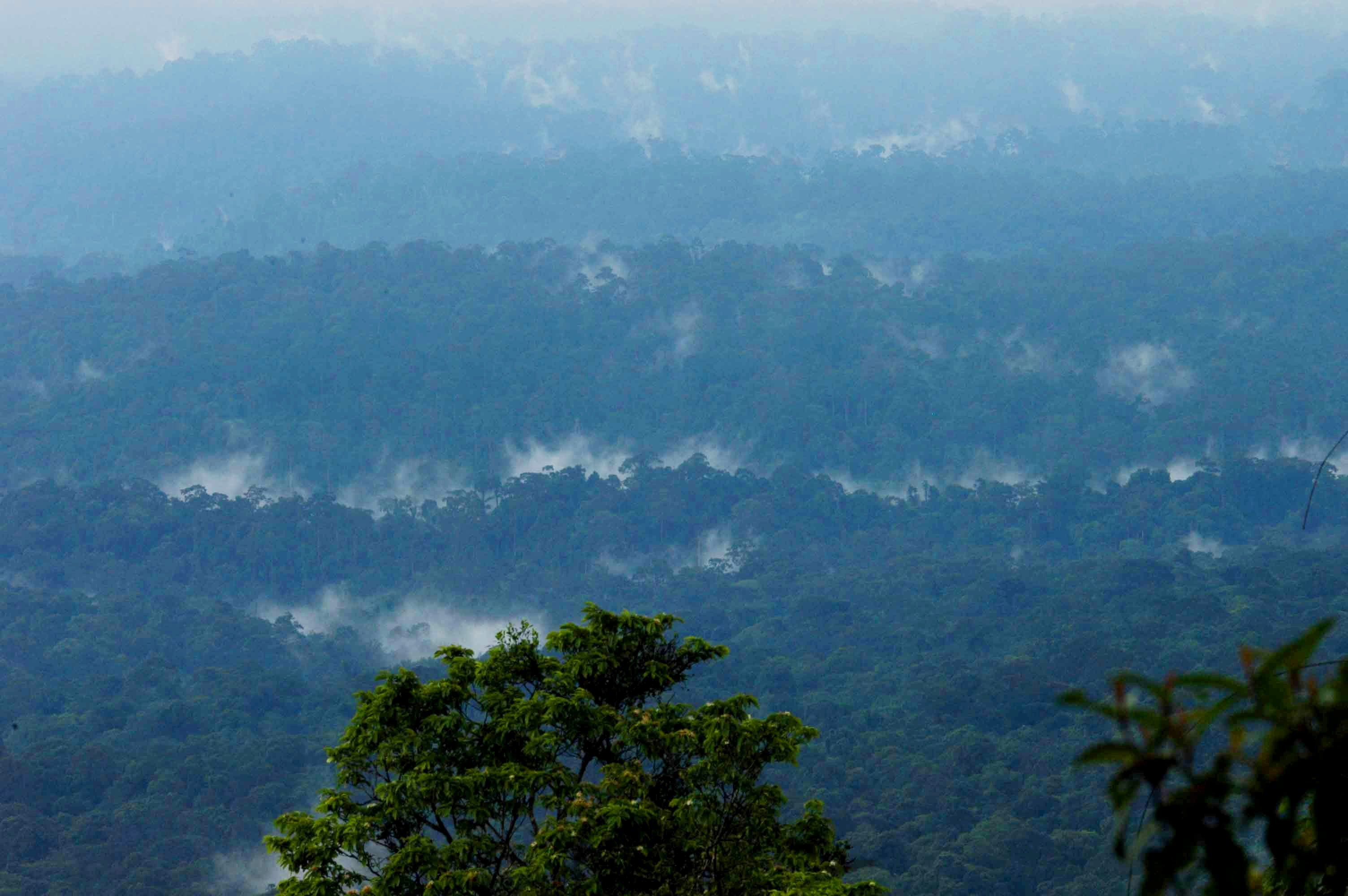
タイのカオヤイ国立公園の原生林

本種は、タイにあるカオヤイ国立公園の標高約750 m 地点にある原生林の地面で成長しているのが発見された。菌体は Shorea henryana 及び Dipterocarpus gracilis（ともにフタバガキ科）の根に侵入して菌根を作り増殖すると考えられている。